# 마틸다 (1996년 영화)
《마틸다》(Matilda)는 대니 드비토 감독이 제작한 1996년 미국의 어린이 판타지 코미디 영화이다. 《찰리와 초콜릿 공장》, 《내 친구 꼬마 거인》 등의 저자인 로알드 달의 1988년작 소설 《마틸다》를 영화화한 작품이다.
마틸다는 1996년 8월 2일 미국에서 개봉한 대니 드비토 감독, 마이클 샴버그, 스테이시 셔, 루시 달 동공 프로듀서의 어린이 판타지 코미디 영화다. 로알드 달의 동명 소설을 원작으로, 극본은 니콜라스 카잔과 로빈 스위코드가 썼다. 이 영화는 마틸다라는 어린 천재 소녀에 관한 이야기로, 염력을 써서 부모님과 아가사 트런치불 교장의 교육 철학에 대항한다.

## 줄거리
모든 부모가 그들의 아기를 아끼고 사랑하지만 마틸다의 부모는 아니다. 그들은 아기를 기르는 것을 매우 성가시고 고통스럽다고 여기며 마틸다를 병원에서 데려온 이 후부터 쭉 방치해왔다. 마틸다의 부모가 조금만 더 자신들의 아기에게 신경을 썼더라면 그들의 아기가 천재라는 것을 깨달을 수 있었을 것이다. 마틸다는 2살부터 자신을 스스로 관리하기 시작했고, 4살부턴 혼자 도서관에 가 높은 수준의 책도 읽었다. 마틸다는 학교에 늦게 입학했지만(6살 반쯤 입학, 그녀의 부모가 그녀를 신경쓰지 않아 시기를 놓쳤다), 다른 아이들보다 더 영리했다. 하지만 마틸다의 학교의 교장 트런치불 선생님은 성격이 괴팍했다. 그래서 그녀의 교장 선생님은 아이들 모두 부족하고 귀찮은 존재라고 생각했다. 그에 반해 마틸다의 담임 허니 선생님은 아이들의 개성 하나하나를 이해하고 존중했다. 새로 온 마틸다의 재능을 알아본 허니 선생은 교장 선생님에게 마틸다를 고학년으로 올릴 것을 권하지만 트런치불 교장의 거절로 이루어지지 못한다. 이후 하니 선생님이 마틸다 집에도 찾아가 마틸다의 재능에 대해 말을 아끼지 않았지만, 이미 마틸다를 신경도 쓰지 않은 지 오래였던 마틸다의 부모에게 허니 선생의 말이 통할 리가 없었다. 그러던 어느 날, 책을 읽는 마틸다에게 부모는 텔레비전을 보라고 권하고, 마틸다는 자신에게 숨겨져 있던 초능력(염력)으로 텔레비전을 고장낸다. 이후 마틸다는 숨겨진 자신의 초능력으로 아이들을 무시하고 괴롭히던 어른들에게 벌을 주기 시작한다. 마틸다는 자신의 초능력을 이용해서 트런치블 교장선생님을 학교에서 내쫓았다. 그 뒤로 마틸다는 허니선생님을 좋아하게 되고 하니선생님한테 입양이 되었다. 그뒤로, 하니선생님은 학교의 교장이 되어서 마틸다와 행복하게 산다.

## 캐스팅
- 마라 윌슨 - 마틸다 웜우드
초능력을 지닌 영리하고 총명한 소녀. 자신이 염력을 지니고 있다는 사실을 알게 되자 이를 사용해 교장 아가사 트런치불을 몰아 낸다.
  - 케일라 프레더릭스/켈시 프레더릭스 - 마틸다(9개월)
  - 어맨다 파인/케이틀린 파인 - 마틸다(2세)
  - 세라 매그덜린 - 마틸다(4세)
- 대니 드비토 - 해리 웜우드/나레이션 역
마틸다의 아버지. 책을 사랑하는 마틸다를 도무지 이해하지 못하며 책 대신 TV보기를 강요한다. 중고차 매매업을 하는 세일즈맨이다. 결국 경찰에게 덜미가 잡혀 쫓기는 신세가 된다.
- 레아 펄먼 - 지니 웜우드 역
마틸다의 어머니. 딸인 마틸다를 거의 방치하다시피 한다. 매일을 시내에서 빙고게임을 할 정도로 가정을 보살피지 않으며 자신의 외모에만 신경을 쓴다.
- 엠베스 데이비츠 - 제니퍼 허니 역
마틸다의 담임 선생님. 트런치불의 조카이기도 하다. 이모 트런치불이 자신의 옛 집과 재산을 차지해 버린 이후 허름한 오두막에서 살았지만 다시 원래의 집으로 돌아간다.  마틸다를 입양하게 된다.
  - 어맨다 서머스/크리스틴 서머스 - 허니 선생(2세)
  - 피비 가르시아펄 - 허니 선생(5세)
- 팸 페리스 - 아가타 트런치불 역
마틸다가 다니는 초등학교의 교장. 제니퍼 허니의 이모이기도 하다. 학생들을 문이 가시로 되어있는 작은 독방인 '쵸키'에 가두거나 창 밖으로 던져버리는 등 비인간적인 행동을 일삼는다.
- 브라이언 레빈슨 - 마이클 웜우드 역
  - 니컬러스 콕스 - 마이클(6세)
- 폴 루벤스 - FBI 요원 밥 역
- 트레이시 월터 - FBI 요원 빌 역
- 키아미 더베일 - 라벤더 역
- 재클린 스타이거 - 어맨다 스립 역
- 지미 카즈 - 브루스 보그트로터 역
- 키라 스펜서헤서 - 호텐시아 역
- 진 스피글 하워드 - 펠프스 부인 역
- 매리언 듀건 - 학교 조리사 역
- 마크 왓슨 - 매그너스 허니 역

## 한국어 더빙 성우진(MBC)
- 박선영 - 마틸다 웜우드 (마라 윌슨)
- 박지훈 - 해리 웜우드 (대니 드비토)
- 이미자 - 지니 웜우드 (레아 펄만)
- 윤성혜 - 하니 선생님 (엠베스 데이비츠)
- 엄현정 - 아가사 트런치불 (팸 페리스)
- 이인성 - 나레이션 (대니 드비토)
- 한수림
- 김서영
- 김지영
- 이자옥
- 최한
- 표영재
- 문남숙
- 박신희
- 방성준
- 이원찬
- 조현정

## 음악
두 노래가 영화에 등장한다. 첫 번째 곡인 Rusted Rootd의 ‘Send Me On My Way’는 4살 마틸다가 그녀의 집에서 홀로 팬케이크를 만드는 장면에 삽입되었고 두 번째 곡인 Thurston Harris의 'Little Bitty Pretty One' 은 마틸다가 자신의 초능력을 인지하고 집 안에서 이를 시험해 볼 때 삽입되었다.

## 수상 및 수상 후보 내역

### 수상
- 영스타상(YoungStar Award)
  - 코미디 영화 속 젊은 여배우의 베스트 퍼포먼스 부문 — 마라 윌슨
- 시네키드 라이언 관객상(Cinekid Lion Audience Award)
  - 최우수 감독 부문 — 대니 드비토
- 오울루 국제 어린이 영화제 스타보이상(Oulu International Children's Film Festival Starboy Award)
  - 최우수 감독 부문 — 대니 드비토

### 수상 후보
- 새틀라이트상(Satellite Awards)
  - 베스트 퍼포먼스 조연 배우 부문 — Comedy or Musical (대니 드비토)
- 영스타상(Young Artist Award)
  - 피처 필름 베스트 퍼포먼스 부문 — Leading Young Actress (마라 윌슨)
  - 피처 필름 베스트 퍼포먼스 부문 — Supporting Young Actress (키라 스펜서)